# Конвенція ООН про договори міжнародної купівлі-продажу товарів
Конве́нція ООН про договори́ міжнаро́дної купі́влі-про́дажу това́рів (неофіційно Віденська конвенція 1980 року) — багатостороння міжнародна угода, що мала на меті уніфікацію правил міжнародної торгівлі.
Віденська конвенція 1980 року була покликана замінити дві Гаазькі конвенції 1964 року: про єдиний закон щодо укладення договорів міжнародної купівлі-продажу товарів та про міжнародну купівлю-продаж товарів. Конвенція 1980 р. не містила положень, які б регулювали колізійні питання.
22 грудня 1986 р. надзвичайною сесією Гаазької конференції з міжнародного приватного права для уніфікації колізійних норм були прийняті доповнення, які визначили право, що застосовується до договорів купівлі-продажу товарів:
- між сторонами, які мають комерційні підприємства в різних державах;
- у решті випадків, коли стається колізія законів різних держав, за винятком випадків, коли така колізія виникає виключно в результаті вибору сторонами права, що застосовується, навіть якщо такий вибір пов'язаний з визначенням суду чи арбітражу.

Договір купівлі-продажу регулюється правом, яке обирають сторони договору. Угода про такий вибір має бути явно вираженою чи прямо випливати з поведінки сторін.